# Álvaro Iglesias Gómez
Álvaro Iglesias Gómez, de malnom Nanysex o també Kova (Collado Villalba, Madrid, 15 de novembre de 1982) és considerat un dels majors i més joves pederastes de la història d'Espanya i responsable de la major xarxa de pornografia infantil descoberta. Va ser acusat de més de 23 delictes contra cinc menors, dos d'ells bebès. El 9 de juliol de 2008 va ser condemnat a 58 anys de presó per 11 d'ells.
Va arribar a declarar haver abusat de més de 100 menors.

## Biografia
No es coneixen massa dades sobre la seva infància, encara que va ser descrit com un nen normal que agradava de jugar amb Lego i ordinadors. Va començar a acudir a teràpia amb un psicòleg als 8 anys, al que va confessar que li agradaven els nens. Als 16 anys es van divorciar els seus pares i Álvaro va marxa a Múrcia amb la seva mare.
El 1993, amb 11 anys, comet el seu primer acte delictiu, del que no és acusat. El 1996, comet vexacions amb un altre menor i aquest el denuncia als seus pares. El 1999 grava per primera vegada els seus abusos.
En 2002 es converteix en soci d'un cibercafè del que és acomiadat quan el seu altre soci descobreix el contingut pornogràfic dels vídeos que té Iglesias. Va tornar a acudir a un psicòleg, que li va recomanar “buscar-se xicota”. A partir d'aquest moment intensifica la seva activitat a internet.
Al llarg de la seva activitat delictiva com «Nanysex», Iglesias Gómez va comptar amb la col·laboració de dos implicats més: Eduardo Sánchez Moragues, sobrenomenat «Todd», de 23 anys al moment de la seva detenció, a punt de llicenciar-se en geografia i història. Planejava l'obertura d'una llar d'infants per poder estar més a prop de les seves víctimes. L'altre implicat era José Gómez Cansinos, sobrenomenat «Aza», de 24 anys i estudiant de biologia. Els tres utilitzaven els seus respectius sobrenoms (Nicks) per a l'accés als fòrums d'internet en els quals penjaven els vídeos dels seus abusos.
En 2003 a Lo Pagán, Múrcia, es va masturbar davant d'un nen de dos anys en els serveis del local i després se'l va endur a casa seva per posteriorment ficar-se en el seu llit i masturbar-se damunt d'ell. Tot això era sempre gravat en vídeo per poder penjar-ho a la Xarxa. Aquest mateix any a Collado Villalba, Madrid, va treballar per a una família amb dos nens (de dos i un any respectivament) i una altra d'un menor de 3 als quals va realitzar tocaments, masturbacions i fel·lacions. El 2004, a Múrcia mentre compartia habitatge amb un matrimoni i el seu fill, va abusar d'aquest.

## Procés judicial i sentencia
La Policia Nacional va ser posada sobre la pista de la possible existència d'aquesta xarxa de pederastes per la remissió de diverses fotografies per part de la Interpol des de Lió en les quals es veia als nens i es va poder identificar un bitllet de tren de Renfe Rodalies de Madrid a la mà d'un d'ells. En una altra de les fotos es va poder identificar l'anagrama del Hospital Universitari de la Paz, a la zona nord de Madrid, i en una tercera es va poder veure el teclat d'un ordinador amb la lletra Ñ.
Malgrat haver confessat l'abús de més de cent nens al moment de la seva detenció, en el judici va declarar haver abusat de només cinc d'ells. A Iglesias se li va oferir la castració química a la presó d'Herrera de la Mancha de Ciudad Real. En la sentència promulgada per l'Audiència Provincial de Madrid el 9 de juliol de 2008 es va fallar que era:
- Responsable de tres delictes d'abusos sexuals, amb l'agreujant d'abús de confiança. Condemnat a 12 anys de presó per cadascun d'ells.
- Dos delictes més d'abusos sexuals. Condemnat a 3 anys i sis mesos de presó per cadascun d'ells.
- Cinc delictes de corrupció de menors per a l'elaboració de material pornogràfic amb l'agreujant d'abús de confiança. Condemnat a 2 anys i sis mesos de presó per cadascun d'ells.
- Un altre delicte de corrupció de menors per a la distribució de material pornogràfic. Condemnat a 2 anys i sis mesos de presó per cadascun d'ells.
- A més prohibició d'acostar-se a un dels menors i prohibició de comunicar-se o acostar-se a qualsevol menor o els seus pares durant els deu anys següents al compliment de la pena privativa de llibertat.

El maig del 2025 va quedar en llibertat després d'una rebaixa de condemna de 13 anys i mig.